# Università Castrense di San Giorgio di Nogaro
L'Università Castrense di San Giorgio di Nogaro istituita il 13 febbraio 1916 fu una Scuola Medica da campo fondata per fronteggiare le richieste di medici sul fronte bellico della prima guerra mondiale.

## Storia
San Giorgio di Nogaro, allo scoppio della prima guerra mondiale, si presentava come un paese situato in un luogo strategico della bassa pianura friulana, con una comunità economicamente in continua crescita. Era entrato a far parte del Regno d'Italia nel 1866 e fu la sua posizione geografica a renderlo importante per il Regio Esercito Italiano, in quanto si trovava al confine con il Friuli Orientale, territorio sotto il dominio austro-ungarico, e costituiva una tappa obbligata per le merci entranti e uscenti dall'Italia, favorendo lo sviluppo economico del luogo, anche grazie alla stazione ferroviaria lungo la linea Trieste-Venezia.
Furono proprio queste caratteristiche a rendere San Giorgio di Nogaro nel 1915 un centro militare di deposito di grano, munizioni, mezzi militari e vestiario e qui vennero realizzati dei dormitori per i soldati, con relativi posti di controllo, sedi di uffici di comando e controllo.
Il paese diventò ben presto una sede logistica bellica, anche in termini di servizi sanitari: asili, scuole, fienili, locali pubblici, granai, ville, rustici e ogni locale disponibile fu requisito a tappeto per essere successivamente reso un luogo per l'assistenza ai soldati feriti. Ciò contribuì alla nascita della Scuola Medica da campo..
Fu così che alla fine del 1915 il Comando Supremo suggerì la costruzione di una Scuola Medica castrense sul fronte friulano per sopperire alle ingenti perdite (quasi 170.000 soldati) dell'esercito regio, causate dagli attacchi nemici e dalla mancanza di medici in zona di guerra. Questa proposta creò due schieramenti, separati dalla scelta di edificare o meno a San Giorgio di Nogaro un'Accademia di Medicina. Da un lato vi era il Parlamento, che difendeva le idee delle Regie Università, molto probabilmente influenzato anche dalle lobby legate al mondo accademico, e si opponeva all'idea di spostare una sede universitaria al fronte di battaglia; dall'altro lato vi era il Comando Supremo, che sosteneva le proprie convinzioni riguardanti le agevolazioni e gli aiuti che questa scelta, in termini di formazione medica, avrebbe portato sulla zona di battaglia e quindi il sostegno all'esercito.
Il 17 dicembre 1915 il Senato prese in esame la richiesta del Comando Supremo, che però fu subito respinta. Il 9 gennaio 1916, a Camere chiuse, sotto la pressione del Comando Supremo, guidato dal generale Cadorna, il governo emanò il Decreto Luogotenenziale n°38, il quale sanciva la nascita della Scuola medica da campo di San Giorgio di Nogaro, in un secondo tempo nominata Università Castrense. A causa delle esigenze belliche fu immediato l'avvio dei corsi della Facoltà di Medicina, che fu istituita il 13 febbraio 1916 sotto la giurisdizione del Comando Supremo. Alla cerimonia di inaugurazione parteciparono i Duchi d'Aosta, il capo di Stato Maggiore Luigi Cadorna e i maggiori esponenti della Croce Rossa e della Sanità militare italiana, completata dalla presenza di 366 studenti di Medicina, i quali indossavano tutti i colori della Croce Rossa, l'abito grigioverde.
Furono nominati, come direttore dell'università, il tenente colonnello medico Giuseppe Tusini, e, come segretario amministrativo, il tenente colonnello Orani Annibale, che era già segretario della Facoltà di Medicina e chirurgia dell'Università di Torino e sottosegretario del Ministero dell'Istruzione, entrambi designati per garantire l'applicazione delle norme vigenti per la Facoltà di Medicina.
I professori furono scelti tra le altre Facoltà di Medicina e chirurgia e tra i docenti liberi, fra i molti che già sostenevano incarichi per l'Università del Regno.
Gli studenti che furono ammessi dovevano essere già iscritti al V e VI anno di Medicina e chirurgia; per i primi non poteva essere concessa una forma di rito abbreviato alla laurea, bensì un intero anno accademico, dove però oltre alle materie ordinarie erano impartiti anche insegnamenti destinati all'aiuto delle forze armate, mentre per gli studenti del sesto anno era concessa la possibilità di frequentare un corso accelerato facoltativo, che permettesse allo studente di laurearsi più velocemente e iniziare a provvedere alle necessità dell'esercito.
Un elemento molto favorevole per gli studenti dell'Università Castrense fu la presenza di numerosi ospedali, dove gli allievi potevano fare pratica e applicare gli insegnamenti a loro impartiti durante i corsi. Nell'agosto 1915 fu istituito il primo ospedale a San Giorgio di Nogaro, su disposizione del tenente colonnello medico Giuseppe Tusini, che mise l'ospedale a servizio dei militari feriti al fronte e al ricovero di quelli in arresto nel carcere di Palmanova. Da questo ospedale dipendevano inoltre le specializzazioni cliniche dell'Università, come psichiatria, neuropatologia, oculistica, stomatologia e dermosifilopatia, le quali permettevano controlli preventivi per i soldati inviati sul fronte friulano.
Dall'8 gennaio 1916 arrivarono le prime disposizioni riguardanti la Scuola Medica da campo, in cui veniva presentata una lista di necessità per la realizzazione della Facoltà di Medicina, come 500 comodini, 500 brande e ogni occorrente per i militari che frequentavano i corsi dell'Università Castrense.
Una successiva circolare, molto significativa, fu inviata il 5 febbraio 1916: essa concedeva l'opportunità ai laureandi di vedere e toccare con mano le varie patologie relative ai vari corsi di laurea, ovvero ordinava che venissero spostati nell'ospedale n°238 tutti gli infermi di malattie nervose, oftalmiche, cutanee, veneree, dell'orecchio, del naso e della laringe, che potessero essere ritenuti oggetto di studio e servire all'insegnamento nei corsi di San Giorgio di Nogaro.
Il 1º marzo 1916, in seguito alla visita del Direttore di Sanità d'armata Bonomo, fu disposto di aumentare la capacità di posti letto degli ospedali di San Giorgio e di costituire delle tende per accogliere coloro che avessero riportato ferite minori.
Gli studenti iniziarono le lezioni, come previsto, lunedì 14 febbraio 1916, ovvero il giorno successivo alla fondazione e inaugurazione dell'Università Castrense; da allora in poi i corsi furono tenuti in aule costituite da caseggiati di legno, ovvero in strutture molto provvisorie, ma sufficienti a permettere a tutti gli studenti di seguire. La sede della direzione e della segreteria della struttura fu collocata all'interno del municipio di San Giorgio di Nogaro.
Il primo anno delle lezioni vide la presenza di 366 studenti, provenienti da varie sedi universitarie, dei quali solamente 105 erano al passo con gli esami da sostenere, mentre i restanti necessitavano di recuperare gli esami arretrati; quindi fu loro concesso nel mese di aprile un periodo per riallinearsi con le esigenze del corso di laurea.
Nel secondo anno parecchie cose cambiarono, anche a causa della caduta del Ministero Salandra, che venne sostituito da un governo di unità nazionale presieduto dal liberale Paolo Boselli, che fu responsabile delle successive decisioni relative alla Accademia di medicina presente sul fronte. Si ripresentarono, però,i problemi dell'anno precedente, ovvero mancava un controllo sugli esami sostenuti e una reale attestazione di validità dei corsi accelerati per gli studenti del sesto anno, i quali avevano dato prova di scarsa frequenza, sfruttando la situazione di poco controllo da parte dei professori dell'università a causa della situazione bellica che contornava la facoltà.
Fu così che arrivò il 26 novembre 1916 il Decreto Luogotenenziale n° 1678, che dava una completa spiegazione a livello giuridico di come gli esami sostenuti dagli studenti e le relative presenze ai corsi avessero valore legale e che quindi dovevano essere rispettate e controllate dal personale universitario. Con questo decreto veniva finalmente riconosciuto il grado di aspirante ufficiale agli studenti.
Con la disposizione da parte del Governo Boselli arrivarono a San Giorgio di Nogaro ben 832 studenti, seguiti da un alto numero di insegnanti inviato da parte del Ministero dell'Istruzione, ma il vero cambiamento dettato da tale ordine fu la nomina di Università Castrense anche per la sede di Padova che, a differenza di quella friulana, permetteva l'iscrizione ai corsi a studenti di qualsiasi arma e grado militare, mentre quelli già presenti e iscritti precedentemente furono trasferiti per direttissima all'Università di Bologna.
Nell'estate del 1917 tutti gli studenti furono rispediti alle loro case, a causa del termine del periodo di lezioni e lauree, e i vari attestati di laurea furono inviati alle famiglie poco prima della ritirata di Caporetto del 30 ottobre 1917.
Tutto ciò causò lo spopolamento di San Giorgio di Nogaro, portando allo semi-distruzione del paese e alla successiva decisione da parte del sottocapo di Stato Maggiore dell'esercito Carlo Porro, in accordo con il Ministro della guerra Gaetano Giardino e con il ministro della P.I. Berenini, di decretare la rinuncia ai corsi accelerati di qualsiasi specie e la successiva chiusura della sede di Medicina e Chirurgia dell'Università Castrense di San Giorgio di Nogaro nella primavera del 1918.

### Riflessione di Giuseppe Tusini sull'Università Castrense[7]
Il progetto, sottoposto all'approvazione del Consiglio Superiore della P.I., fu accolto soltanto per gli studenti del VI anno e conseguentemente fu emanato il Decreto Luogotenenziale n° 1768 del 28 novembre 1915, che autorizzava i soli studenti del VI anno a seguire un corso accelerato di 4 mesi nelle proprie Università.
Ma era necessario, protraendosi la guerra, provvedere anche per gli studenti degli anni successivi. Fu così che si intravide la possibilità di riunire in un centro ospedaliero dietro la linea delle operazioni, senza quindi allontanarli dalla zona di guerra come voleva il Comando Supremo, gli studenti in arretrato con gli esami e quelli del quinto obbligatoriamente per completare gli studi ed eventualmente presentarsi agli esami con un adeguato corredo di cognizioni.
Si arrivò così dopo varie discussioni e qualche compromesso al D.L. n° 38 del 9 gennaio 1916 con il quale si istituivano in San Giorgio di Nogaro i "Corsi di Medicina e Chirurgia di per gli studenti del V e VI anno di Medicina che si trovavano sotto le armi".
Giova ricordare che oltre il Ministero dell'Istruzione Pubblica allora in atto, altri tre Ministri che avevano già retto quel Ministero facevano valore per i laureandi. Il Decreto uscì nel testo definitivo con una variante di grande valore per i laureandi. Infatti i Corsi erano mantenuti obbligatori e gli esami speciali, come quelli della Laure, dovevano tenersi non più nelle varie Università del Reggino com'era previsto nella prima stesura, ma avrebbero dovuto tenersi in una sola Università che meglio avesse potuto corrispondere alle esigenze militari del momento, per darvi gli esami con i loro insegnanti e con gli altri professori da aggiungersi a quelli dell'Università prescelta.»
(Studenti al Fronte L'esperienza della Scuola Medica da campo di San Giorgio di Nogaro - L'Università Castrense, Libreria Editrice Goriziana, 2010, pag.85)

### Il Decreto Luogotenenziale n° 38 del 9 gennaio 1916[8]
Luogotenente Generale di Sua Maestà
Vittorio Emanuele III
Per grazia di Dio e per volontà della Nazione
Re d'Italia
In Virtù dell'autorità a Noi Delegata;
Considerata l'opportunità di istituire corsi di Medicina e chirurgia nella zona di guerra per gli studenti del V e VI anno di Medicina che sono sotto le armi, allo scopo di provvedere ai bisogni sanitari dell'Esercito combattente e al tempo stesso di fornire agli studenti il modo di continuare i loro studi nella zona di guerra;
Veduta la legge 22 maggio 1915, N. 671;
Sentito il Consiglio dei Ministri;
Sulla proposta del Ministro Segretario di Stato per la Pubblica Istruzione, di concerto con quello della Guerra;
Abbiamo decretato e decretiamo:
- ART. 1 - Sono istituiti in San Giorgio di Nogaro Corsi di medicina e chirurgia nella zona di guerra per gli studenti del V e VI anno di medicina e chirurgia che si trovano sotto le armi.
- ART. 2 - La direzione dei Corsi sarà affidata da Ministro della Pubblica Istruzione d'accordo con quello della Guerra, ad un insegnante interno di grado ordinario di Università, il quale provvederà allo svolgimento didattico secondo le norme vigenti per la Facoltà Universitaria di medicina e chirurgia, tenendo conto delle particolari esigenze e delle finalità speciali dei corsi medesimi. Anche tutti gli insegnanti saranno scelti dal Ministero dell'Istruzione, d'accordo con quello della Guerra.
- ART. 3 - I corsi predetti sono obbligatori per gli studenti del V anno di medicina e chirurgia in servizio militare in zona di guerra e facoltativi per quelli di zona territoriale. Ad essi potranno essere inscritti anche gli studenti militari del VI anno che ne facciano domanda e desiderino approfittarne invece del Corso accelerato istituito presso le Università col Decreto Luogotenenziale 28 novembre 1915.
- ART. 4 - Gli esami speciali dei corsi e quello di laurea saranno dati in una R. Università.
- ART. 5 - I corsi dipenderanno amministrativamente e disciplinarmente dalla Intendenza Generale dell'Esercito. Alle spese occorrenti per essi provvederà il Ministero della Guerra.
- ART. 6 - Ad eventuali modificazioni che si rendessero indispensabili del funzionamento dei corsi provvederà il Ministero della Pubblica Istruzione d'accordo con quello della Guerra.

Ordiniamo che il decreto, munito del Sigillo di Stato sia inserito nella raccolta ufficiale delle leggi e dei decreti del Regno d'Italia, mandando a chiunque spetti di osservarlo e di farlo osservare.
Dato a Roma, addì 9 gennaio 1916.
'Tommaso Di Savoia Duca di Genova.
Salandra.
Zuppelli.
'Grippo.
'Visto, Il Guardasigilli: Orlando.»
(Studenti al Fronte L'esperienza della Scuola Medica da campo di San Giorgio di Nogaro - L'Università Castrense, Libreria Editrice Goriziana,2010, pag.235)

## Corsi
Elenco degli insegnamenti:
- Anatomia patologica
- Clinica medica generale
- Clinica chirurgica generale e medicina operatoria
- Clinica dermosifilopatica
- Clinica oculistica
- Clinica ostetrica e ginecologia
- Clinica pediatrica
- Igiene
- Logistica sanitaria
- Malattie nervose e mentali
- Medicina legale
- Otorinolaringoiatria
- Profilassi ed epidemiologia
- Protesi e chirurgia degli arti
- Stomatoiatria
- Traumatologia di guerra

## Direttore
- Giuseppe Tusini, ordinario di clinica chirurgica generale e medicina operatoria nella Regia Università di Modena, tenente colonnello medico.

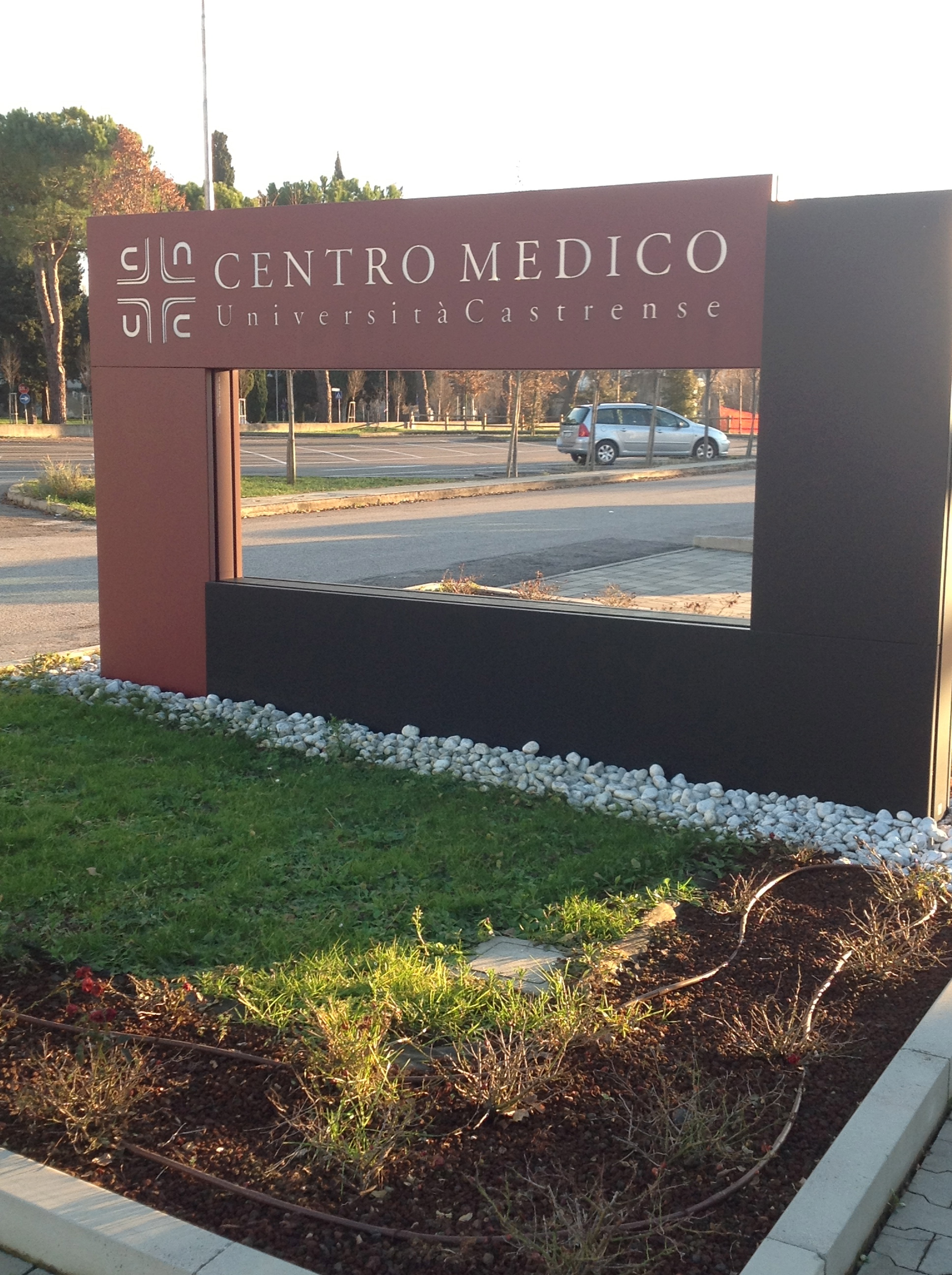
Insegna del Centro Medico dell'Università Castrense

## Oggi
Dopo la guerra furono smantellate tutte le aule e i dormitori, costituiti da caseggiati di legno. Ad oggi non rimane niente della sede dell'Università, ma rimane una targa nella sala consiliare del Municipio (ex aula magna della facoltà) che riporta le seguenti parole:"
Qui alle soglie della grande guerra fra il rombare delle armi redentrici, l'Università Castrense accolse dai nostri atenei a compiere studi e supremi doveri gli allievi di medicina e chirurgia.
 Delle fiorenti giovani schiere centocinquanta eroicamente caddero in battaglia e la morte confuse lauri di scienze e di gloria."
A San Giorgio di Nogaro oggi è presente una clinica medica che porta il nome dell'Università Castrense nella sua insegna. È denominata "Centro Medico Università Castrense" e situata alle porte della città.